# Сергій (Гришин)

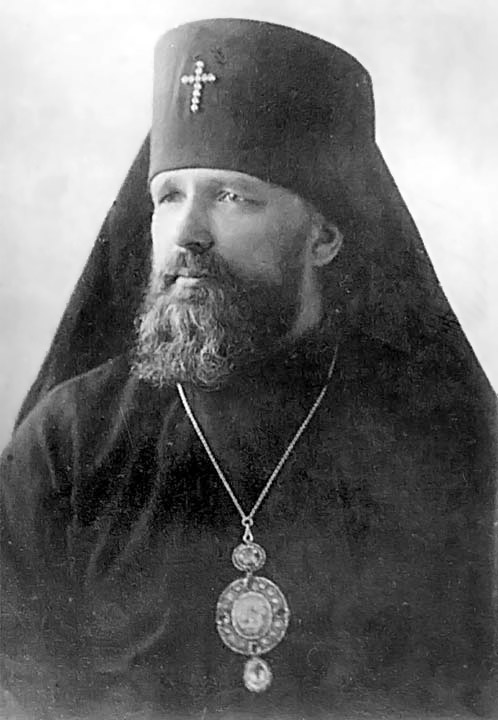
Сергій (Гришин)

Архієпископ Сергій (в миру Олексій Миколайович Гришин; *12 січня 1889, Шим'ярвь, Лодейнопольський повіт, Олонецька губернія — 14 жовтня 1943, Москва) — російський релігійний діяч доби Голодомору. Єпископ Українського екзархату РПЦ. Екзарх Московської Патріархії «в областях України, що звільняються від фашистської окупації» (1942). За походженням — вепс.
Жертва сталінського терору.

## Біографія
Народився у Вепсляндії, в одному з національних центрів вепського народу селі Шим'ярвь (Шимозеро). Початкову освіту здобув у Карелії, у Петроскої, а згодом у Олонецькій духовній семінарії. 1911 з винятковими рекомендаціями відправлений у Санкт-Петербурзьку духовну академію, на державне утримання. Там само пострижений в чернецтво, а 6 травня 1914 висвячений на ієромонаха. 1915 закінчив навчання, відправлений на фронт військовим священиком.
Після революції 1917 стає ігуменом Пафнутьєво-Боровського монастиря. Але вже з 1925 комуністам вдалося припинити його церковну діяльність. Щоправда 6 травня 1927 він знову на виду, був хіротонізований на єпископа Серпуховського з призначенням на посаду керуючого справами Священного Синоду РПЦ. Однак у квітні 1928 його призначають єпископом Олонецьким і Петрозаводським, а ще через місяць відправляють в Україну — єпископом Полтавським Українського екзархату РПЦ.

### Пастирська робота в Україні
Владика Сергій став єпископом Полтавським РПЦ з 18 травня 1928 року. Імовірно, більшовицька влада вирішила повернутися до царської практики призначення на єпископські катедри в Україні вихідців з російської глибинки. У всякому разі архієпископ Сергій (Гришин) не зробив жодної публічної заяви з осудом голодомору, до якого вдалася окупаційна влада під час його пастирської діяльності. 1930 він зведений у сан архієпископа. З 3 квітня 1932 року — архієпископ Київський. З 9 липня 1934 після перенесення столиці Української Радянської Соціалістичної Республіки і Українського Екзархату в Київ — архієпископ Харківський.
З 5 листопада 1934 року — архієпископ Вишгородський, вікарій Київської єпархії.
Вже після закінчення геноциду українського народу 1932–1933 владика Сергій (Гришин) був повернутий церковною владою до Росії — з 18 лютого 1935 року він архієпископ Володимирський. Щоправда, там йому також не дали спокою. 18 квітня 1936 він заарештований. 21 вересня того ж року НКВД СССР засудив його за «контрреволюційну діяльність» на п'ять років концтаборів. Ув'язнення відбував в Ухто-Іжемського ВТТ, працював конюхом, звідки був звільнений 26 квітня 1941, після відбуття терміну.

### Під час Другої світової війни
У 1941 році, ще до евакуації Патріархії з Москви, був призначений архієпископом Можайським і керуючим Московською єпархією. У жовтні 1941 року супроводжував митрополита Сергія (Страгородського) при евакуації Патріархії в Ульяновськ, потім повернувся до Москви.
Користувався довірою митрополита Сергія (Страгородського), був призначений другим кандидатом на посаду патріаршого місцеблюстителя в заповіті останнього, складеному ним 12 жовтня 1941 року.
З листопада-грудня 1941 року — архієпископ Горьковський і Арзамаський. Невдовзі у владики Сергія знову була нагода опинитися в Україні: 20 травня 1942 він призначений архієпископом Харківським і Охтирським, Екзархом Патріархії «в областях України, звільняються від фашистської окупації». Однак, Харківська операція сталінської армії того року ганебно провалилася, і, за клопотанням депутації горьківської православної громади, 13 липня 1942 року він був відновлений на Горьківській кафедрі.
8 вересня 1943 брав участь у Архієрейському Соборі в Москві. Раптово помер у Москві 14 жовтня 1943 від черевного тифу, яким хворів всього 5 днів. Відспівування архієпископа Сергія відбулося 16 жовтня в Миколо-Хамовницькому храмі в Москві. Похований на Московському Німецькому кладовищі.